# Vattenkvarn

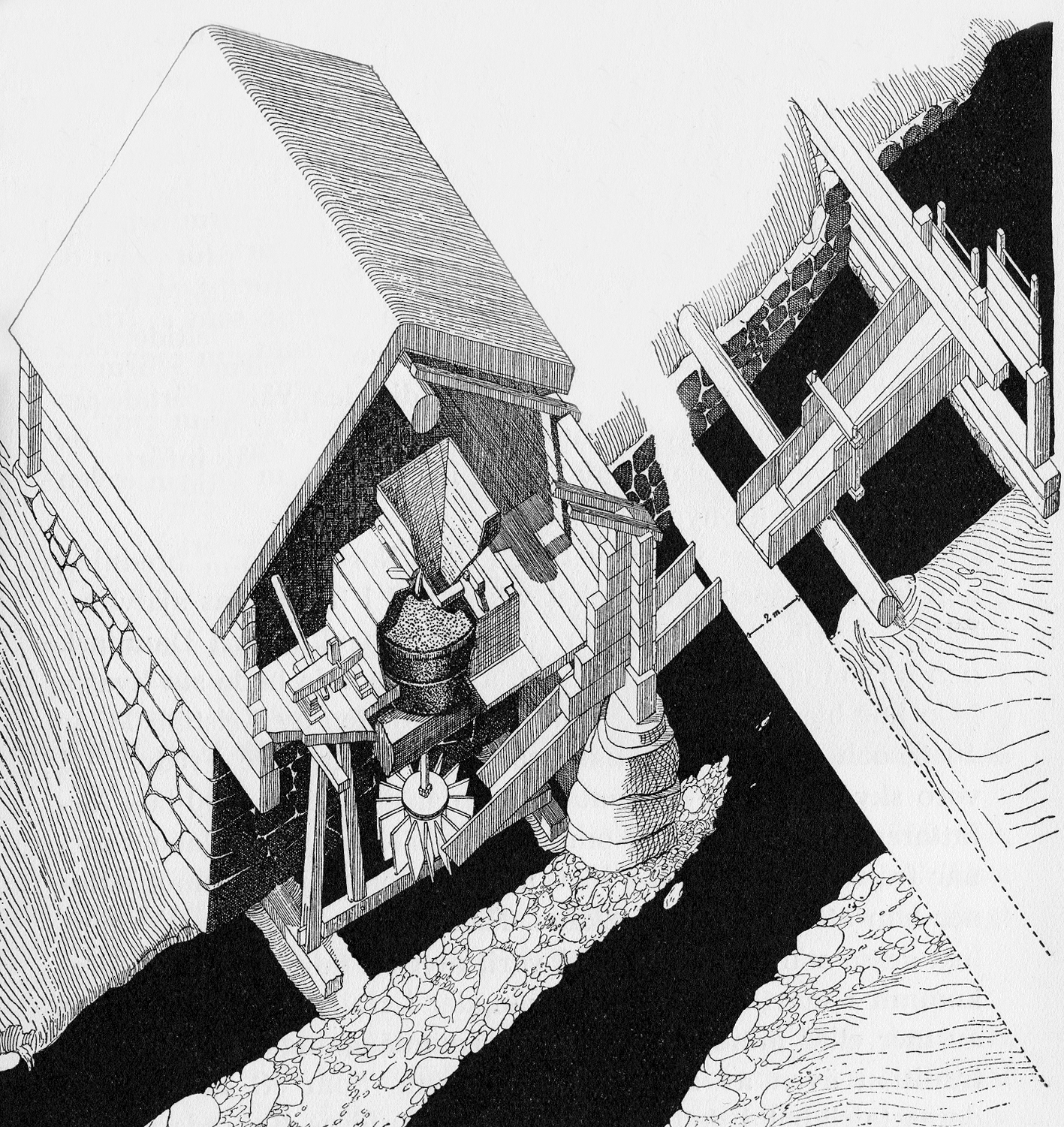
Principskiss över en skvaltkvarn

Skvaltkvarn på Fredriksdals museum i Helsingborg

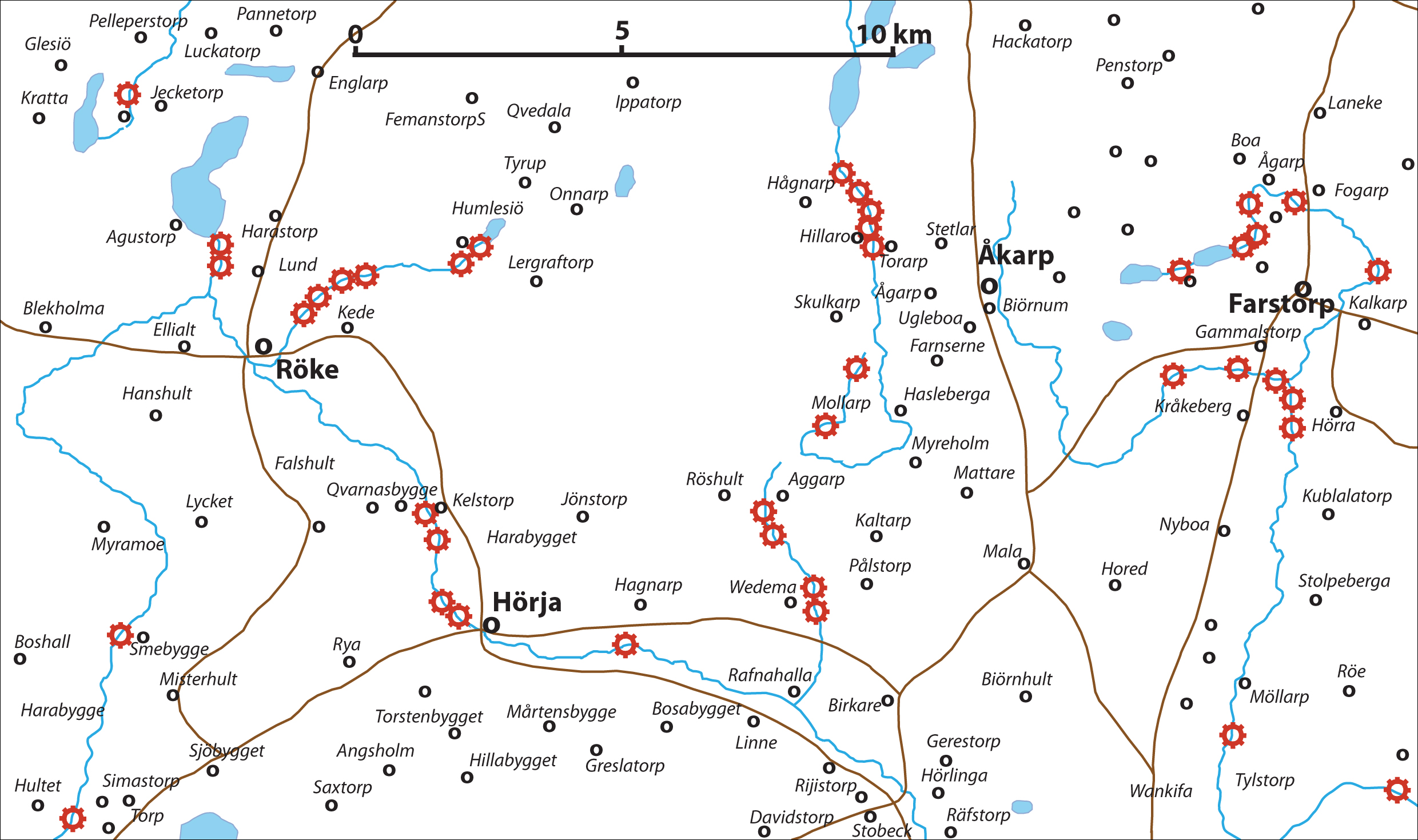
Karta över skvaltkvarnar i och runt Hörja socken i början av 1800-talet

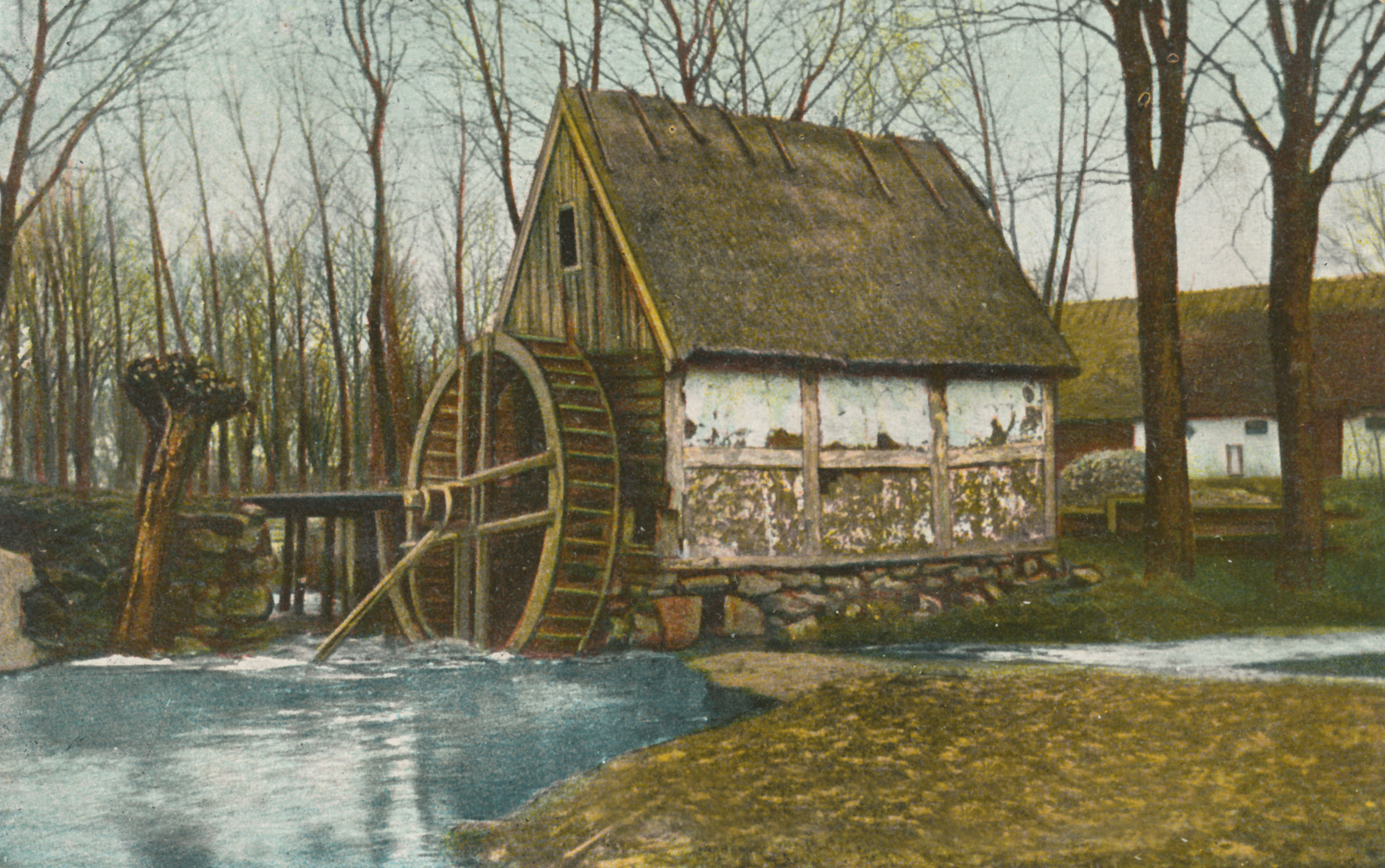
Hjulkvarn vid Stora Riseberga gård, Husie i Malmö

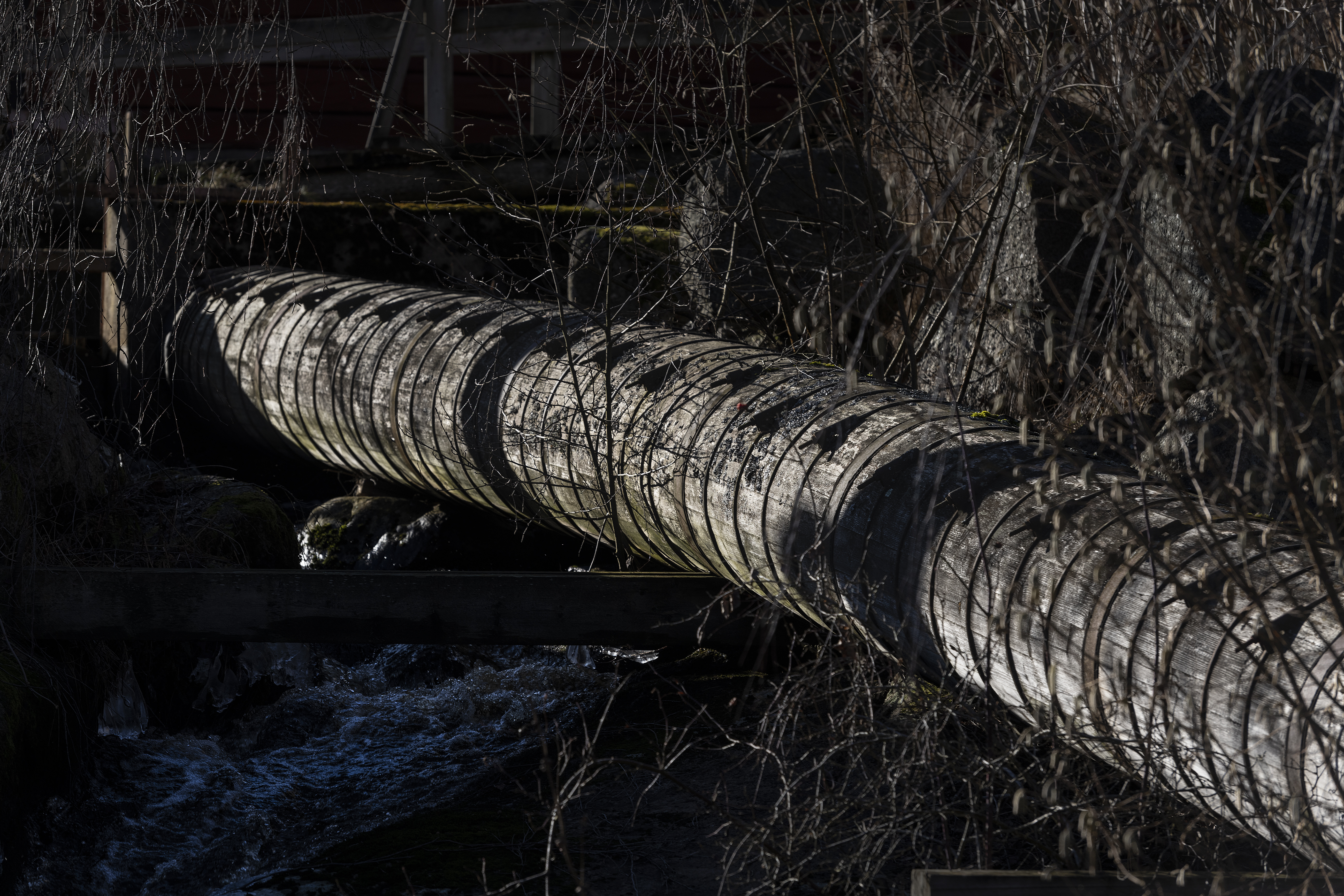
Vattenledning till kvarnen i Bjäsätter, Ög.

En vattenkvarn eller vattenmölla är en kvarn som drivs av strömmande vatten i ett vattenflöde med hjälp av ett horisontellt eller vertikalt monterat vattenhjul.

## De olika typerna av vattenkvarnar

### Skvaltkvarn
Huvudartikel: Skvaltkvarn
Den vanligaste typen av vattenkvarnar var skvaltkvarnar, eller grekiska kvarnar, oftast inrymda i smärre träbyggnader. I en skvaltkvarn var ett mindre, horisontellt skovelhjul placerat under själva byggnaden. Skvaltkvarnarna hade inte så stor kapacitet som hjulkvarnen men fordrade endast relativt små vattenflöden för att fungera. De användes därför ofta för husbehovsmalning. 

### Hjulkvarn
Hjulkvarnar, eller romerska kvarnar, fanns oftast i betydligt större byggnader, även de givetvis placerade invid ett kraftigare vattenflöde. Hjulkvarnar skiljer sig beroende på hur vattnet träffar hjulet, medan principen med hjulaxel samt skovlar som fångar upp vattnets kraft är densamma. Tre typer är:
- överfallskvarn, där vattnet leds i en smal ränna mot skovelhjulet så att det träffade detta på ovansidan
- bröstfallskvarn, där vattnet leds i en ränna så att det träffar hjulet halvvägs
- underfallskvarn, där hjulet finns i vattnets ström eller vattnet leds i en lutande ränna mot skovelns nederdel. Denna variant kunde användas om det strida vattenflödet inte åstadkoms av en kraftigare höjdskillnad i terrängen.

Från att ha varit enbart kvarnar att mala säd med, utvecklades vattenkvarnarna till att överföra krafter som kunde användas på olika sätt. Kvarnarna var till exempel en förutsättning för att driva stånghammarna vid de tidiga järnbruken. Tycho Brahe lät i slutet av 1500-talet anlägga en vattenmölla på Ven, vilken han använde till att mala textillump för att framställa papper till utgivning av sina vetenskapliga böcker. Vattenmöllorna kunde också användas till stampar vid textiltillverkning. Ett senare exempel var driften av de timmersågar som var en förutsättning för många av sågverken som uppstod utmed de stora svenska älvarna. En modern motsvarighet är de turbiner som driver kraftverken vid de större vattenflödenas forna vattenfall.

## Historik
Grekerna uppfann de två huvudkomponenterna i vattenkvarnar, vattenhjulet och kugghjulsväxeln, och använde, liksom romarna, under-, över- och breastshot-vattenhjulskvarnar. 
De äldsta spåren av vattenkvarnar i Danmark är ett skovelblad från Omgård daterat till år 917 och staven för ett skovelblad daterat redan till år 790. Vid Ljørring nära Aulum (ungefär mitt emellan Herning och Holstebro) har också hittats rester av ett kvarntråg, i vilket kvarnhjulet hade svängt, som fästes i ängsgolvet med avsmalnande pålar som är daterade till år 960 och år 920. Slutligen vid Munkehaver, en äng nordväst om Nørre Vosborg har man hittat en tvärplanka, som på grund av sin form förmodas härröra från en vattenkvarn, och som är daterad till år 665. Brukarna i Omgård och Ljørring förmodas att ha varit strömhjulskvarnar, där skovelbladen har monterats på kvarnhjulet och fastnat direkt i ett kvarntråg eller en rörelse, genom vilken vattnet rann och skjutit kvarnhjulet runt.
Det äldsta arkeologiska fyndet i Norden av en skvaltkvarn har daterats till kring år 1070, och hittades 2021 vid Sölvesborg, som då var del av Danmark. I dagens Danmark finns en skvaltkvarn som tros vara från mitten av 1100-talet.
Skvaltkvarnar i Norden beskrivs för första gången i bevarat källmaterial från 1100-talet. De två äldsta skriftliga beläggen i Norden är från Skåne: 1131 från Vittskövle och 1133 från Värpinge. I nutida Danmark omtalas en vattenkvarn i Nästved 1135 och från nutida Sverige en vid Örebro i perioden 1182–1202. Cistercienserklostret på Hovedöya utanför Oslo hade en vattenkvarn 1209.
Att vattenkvarnarna var av stor betydelse framgår av de svenska landskapslagarna. I både den äldre och den yngre Västgötalagen har avsatts en egen balk om detta: ”Huru mölla ska göras”. Även i Östgötalagen finns regler för kvarnbygge i den så kallade ”Bygdabalken”. Man kan utläsa att det funnit många närliggande kvarnar i samma vattendrag. I Östgötalagen berättas till exempel: 
”Om nu flera forsar äro samman och alla vilja bygga, då må man ej så sitt bygga att annan spilles; då äga de vitsord som skadalöst för androm gitta byggt. Om nu nytt vattenverk skadar gammalt vattenverk, då äger det gamla vattenverket vitsord att det nya verket riva.”
Om trångboddheten av kvarnar utmed de små vattendragen kan man också utläsa i samma lag:
”Ej må man så kvarn bygga eller vatten stämma, att spilles andra manna antingen åkrar eller ängar därav. Den som nu bor ovanföre, han skall så bygga att han häftar ej varken vatten eller fiske för den som bor nedanom, och ej den som nedanom bor så att den får skada av det som ovanför bor. Ity skall vardera för den andres flodgjutluckor råda, så att förmenar han honom vattnet som ovanför bor, då må han uppdraga flodgjutluckorna hans och låta till sig löpa vattnet ...”
Då man utnyttjade de små vattendragen maximal, kunde bråk och kiv lätt uppstå, vilket framskymtar i landskapslagarna. Varhelst det fanns ett mindre strömmande vattenflöde kunde en skvalta uppsättas. I Knäreds socken i södra Halland fanns till exempel 1775 inte mindre än 74 skvaltor och tre större kvarnar, troligtvis hjulkvarnar. 
Vattenkraften fick snabbt ett ekonomiskt intresse. I samband med adelsväldet framväxt under 1100-talet, och detta stånds allt större markinnehav, blev det en intäktskälla för herremännen att inneha vattenkraften och tvinga bönderna att mala sin säd på speciella platser. Även kyrkan och kungamakten har haft sådant intresse. Så omtalas till exempel att Valdemar Atterdag i Danmark på 1300-talet önskade ”att åarna inte skulle löpa till stranden utan att först ha gagnat landet.” Detta ekonomiska intresse kan ha banat väg för de större hjulkvarnarna. Nu uppstod den så kallade tullkvarndriften. Bonden hade att betala tull eller skatt för varje säck säd som maldes på herremannens kvarn.  
Skvaltorna började komma ut bruk redan i mitten av 1800-talet. Detta berodde på att deras relativt ringa kapacitet inte räckte med den befolkningsökning som skedde i Sverige. I stället ökades antalet hjulkvarnar markant vid mitten av 1800-talet. Ökade krav på mjölkvalitet var också en orsak till att dessa mer eller mindre försvann i slutet av århundradet.